# Вошингтон Тауншип (Њу Џерзи)
Вошингтон Тауншип (енгл. Washington Township) град је у америчкој савезној држави Њу Џерзи.

## Демографија
По попису из 2000. године број становника је 8.938.
| Група             | 2000.         | 2010.    |
| Белци             | 7.981 (89,3%) | 0 (0,0%) |
| Афроамериканци    | 88 (1,0%)     | 0 (0,0%) |
| Азијати           | 498 (5,6%)    | 0 (0,0%) |
| Хиспаноамериканци | 299 (3,3%)    | 0 (0,0%) |
| Укупно            | 8.938         | 0        |